# David Rawlings
David Todd Rawlings, detto Dave (North Smithfield, 31 dicembre 1969), è un cantante e chitarrista statunitense.
Collabora spesso con la cantautrice statunitense Gillian Welch. Proprio insieme a lei ha ricevuto la candidatura all'Oscar alla migliore canzone nell'ambito dei Premi Oscar 2019 per When a Cowboy Trades His Spurs for Wings, canzone contenuta nel film La ballata di Buster Scruggs (The Ballad of Buster Scruggs) diretto da Joel ed Ethan Coen.

## Discografia
- 2009 - A Friend of a Friend (a nome Dave Rawlings Machine)
- 2015 - Nashville Obsolete  (a nome Dave Rawlings Machine)
- 2017 - Poor David's Almanack (a nome David Rawlings)

## Collaborazioni
con Gillian Welch
- 1996 - Revival
- 1998 - Hell Among the Yearlings
- 2001 - Time (The Revelator)
- 2003 - Soul Journey
- 2011 - The Harrow & The Harvest
- 2016 - Boots No 1: The Official Revival Bootleg

con Ryan Adams
- 2000 - Heartbreaker
- 2002 - Demolition

con i Bright Eyes
- 2007 - Four Winds (EP)
- 2007 - Cassadaga

con Ani DiFranco
- 2000 - Swing Set (EP)

con Old Crow Medicine Show
- 2004 - Old Crow Medicine Show

con Robyn Hitchcock
- 2004 - Spooked

con The Whispertown 2000
- 2008 - Swim

con Sara Watkins
- 2009 - Sara Watkins